# Docosia enos
Docosia enos är en tvåvingeart som beskrevs av Chandler 2006. Docosia enos ingår i släktet Docosia och familjen svampmyggor.
Artens utbredningsområde är Grekland. Inga underarter finns listade i Catalogue of Life.